# Max Bender
Max Johan Christoffer Bender (28. februar 1885 i København - 25. maj 1962) var en dansk murer og politiker. 
Max Bender aflagde i 1902 svendeprøve i murerfaget i København derefter ophold i Oldenburg i Tyskland 1905-1910. han var formand for Murersvendenes Fagforening i 1902. 1938-1940 var han sekretær i Murerforbundet i Danmark 1941-1945 og kommunalrevisor 1945-1955.
Max Bender var medlem af Københavns Skoledirektion 1934-1943, af Københavns Borgerrepræsentation 1938-1945 og af Landstinget 1939-1945. Han var medlem af bestyrelsen for Murersvendenes Aktieselskab 1936-1946 og medlem af Socialdemokratiets hovedbestyrelse 1939-1957.
Max Benders forældre var murer Christian Vilhelm Bender (1850-1932) og Ida Laurette Hygum (1856-1935). Han blev 1913 gift med Laura Nielsine Hansen (1892-?). 